# Досифей (Мотіка)
Досифей Мотіка (серб. єпископ Досітеј, в миру — Деспот Мотика; народ. 14 жовтня 1949, село Загони, Олово (громада), Боснія і Герцеговина) — єпископ  Православної церкви Сербії; керуючий Британсько-Скандинавською єпархією(з 1990).
Народився 14 жовтня 1949 року в селі Загони, в громаді Олово, в 57 км від Сараєво, в республіці Боснія і Герцеговина та виховувався у багатодітній родині Неди і Роси.
Після закінчення початкової школи вступив до першого набору чернечої школи в Острозькому монастирі, де провчившись з 1967 по 1969 роки, випустився одним з кращих учнів.
Закінчив духовну семінарію святого Арсенія Сремца в Сремських Карловцях, а пізніше — богословський факультет Белградського університету. Продовжив навчання в аспірантурі за фахом пастирська психологія в якій провів три роки на богословських факультетах у Регенсбурзі (Німеччина) і Берна (Швейцарія).
У 1970 році в Озренському монастирі був пострижений в чернецтво, нареченням іменем Досифей. У тому ж році єпископ Зворницький і Тузланський Лонгин Томич в монастирі Тавна, де ніс служіння духівника в роки студентства на Богословському факультеті, висвятив його у сан ієродиякона і ієромонаха.
З 1985 по 1988 роки служив в Аргентині, де опікувався сербською общиною в Південній Америці і організував Сербську православну Місію з трьома місцями для богослужіння і разом з віруючими побудував храм на честь Різдва Пресвятої Богородиці в Буенос-Айресі.
Пізніше служив у Торонто, де виконував посаду секретаря єпархіального управління Канадської єпархії Сербського патріархату.
У 1989 році був обраний патріаршим вікарним єпископом Марчанським. Архієрейський Собор Сербської православної церкви визначив йому посаду помічника єпископа Західно-Європейського Лаврентія Трифуновича. Архієрейська хіротонія відбулася в давній Пецькій патріархії на засіданні Архієрейського Собору в літнє свято святителя Миколая 22 травня 1990 року.
1 грудня 1990 року на засіданні Архієрейського Собору в Белграді була заснована Британська і Скандинавська єпархія, керівником якої обрано єпископа Досифея.
Окрім рідної сербської, володіє німецькою та іспанською мовами.